# Peinture (Miró, vers 1973)
Pour les articles homonymes, voir Peinture.
Pour la peinture de 1925, voir Peinture (Miró, 1925/1964).
Peinture est un tableau réalisé par le peintre espagnol Joan Miró vers 1973. Cette toile exécutée à l'huile et à la craie est conservée à la fondation Pilar et Joan Miró, à Palma.

## Expositions
- Miró : La couleur de mes rêves, Grand Palais, Paris, 2018-2019 — n°147.